# NGC 5728
NGC 5728 ist eine Spiralgalaxie vom Hubble-Typ Sab im Sternbild Libra, welche etwa 123 Millionen Lichtjahre von der Milchstraße entfernt ist.
Die Galaxie wurde am 7. Mai 1787 von William Herschel entdeckt.